# Terry Brooks
Terence Dean Brooks (Sterling, Illinois, 1944. január 8. –) amerikai író.
Többnyire úgynevezett epikus fantasyt ír, de nevéhez köthető két kiemelkedő filmalkotás könyvváltozatának megírása is. Írói karrierje alatt huszonkét The New York Times-bestsellert írt, melyek több mint 21 millió példányban kerültek az olvasók elé. Brooks egyike a legkeresettebb fantasy íróknak.

## Életrajz
Brooks 1944. január 8-án az Illinois állambeli Sterlingben látta meg a napvilágot, ahol később is sok időt töltött. 1966-ban diplomázott angol irodalomból a Hamilton College-n. Később doktori fokozatot szerzett a washingtoni-, illetve a Lee Egyetemen. Mielőtt minden idejét az írásnak szentelte volna, ügyvédként praktizált. Napjainkban a Washington állambeli Seattle-n él feleségével, Judinnal.
Brooks a gimnáziumi évek óta foglalkozik az írással, munkásságán megfigyelhetőek a science-fiction, a western és az angol széppróza hatásai. J. R. R. Tolkien is nagy hatást gyakorolt rá. Brooks bevallása szerint szintén merített ihletet William Faulkner munkáiból is. 1977-ben debütált első regényével, Shannara kardja címmel. A könyv öt hónapon keresztül szerepelt a The New York Times bestseller listáján, az első valaha felkerült fantasy regényként.
A Shannara sorozat további két kötetének elkészülte után (Shannara tündérkövei, Shannara kívánságdala) Brooks a később Landover-sorozatként megismert regények írásába fogott. Ezután született meg a négykötetes Shannara Öröksége-tetralógia. A következő tizennégy évben visszatért a Landover világába, majd megszületett a Word & Void-trilógia. Az író nem tudott elszakadni a Shannara-sorozat világától, így megírta a trilógia előzményeit bemutató Shannara – A Király-t. Ezután írta meg a The Voyage of the Jerle Shannara majd a High Druid of Shannara sorozatait, illetve a Shannara öröksége-trilógiát, mely a Word & Void világához kapcsolódik. Ennek tervezett folytatása a Shannara legendájának két kötete, melyeken Brooks jelenleg is dolgozik. Ennek első kötete Bearers of the Black Staff címen fog megjelenni, várhatóan 2010 augusztusában. A második kötet neve jelenleg ismeretlen. Legfrissebb már megjelent munkája A Princess of Landover címet viseli, 2009-es megjelenéssel.

## Magyarul
- Hook; Jim V. Hart, Nick Castle ötletéből, ford. Sóvágó Katalin; Maecenas International, Bp., 1992
- Star wars I. rész. Baljós árnyak. George Lukas forgatókönyve alapján; ford. Nemes István; Aquila, Debrecen, 1999
- Shannara, 1-4.; Európa, Bp., 2000–2001
  - 1. Az első király; ford. Bihari György; 2000
    - (Shannara első királya címen is)

  - 2. Shannara kardja; ford. Bihari György; 2000; 2018
  - 3. Shannara tündérkövei; ford. Sóvágó Katalin; 2001; 2019
  - 4. Shannara kívánságdala; ford. Sóvágó Katalin; 2001; 2019
- Shannara öröksége. Az ifjak; ford. Sóvágó Katalin; Európa, Bp., 2002
- Shannara első királya. A klasszikus Shannara-trilógia előzménye; ford. Bihari György; Delta Vision, Bp., 2020
  - (Az első király címen is)
- Shannara ifjú nemzedéke. A Shannara öröksége első része; ford. Barsiné Gál Erika; Delta Vision, Bp., 2021
- Shannara druidája. A Shannara öröksége második része; ford. Barsiné Gál Erika; Delta Vision, Bp., 2022
- Shannara elf királynője. A Shannara öröksége harmadik része; ford. Barsiné Gál Erika; Delta Vision, Bp., 2022
- Versenyfutás a démonnal. Az A szó és az űr első része; ford. Barsiné Gál Erika; Delta Vision, Bp., 2024